# Vojtěch Černý (1893–1938)

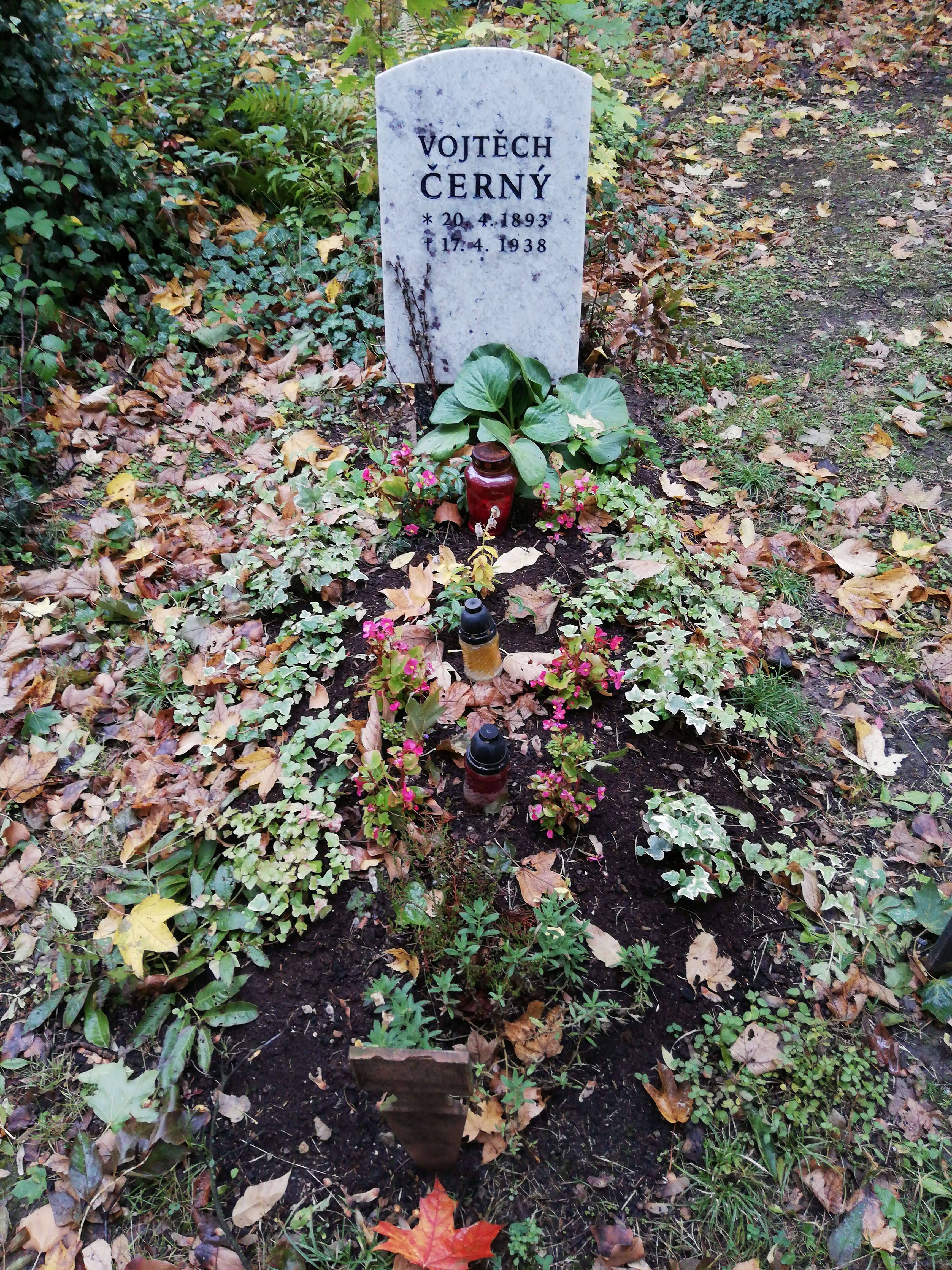
Hrob Vojtěcha Černého v Praze na Olšanských hřbitovech (2ob, 21, 367)

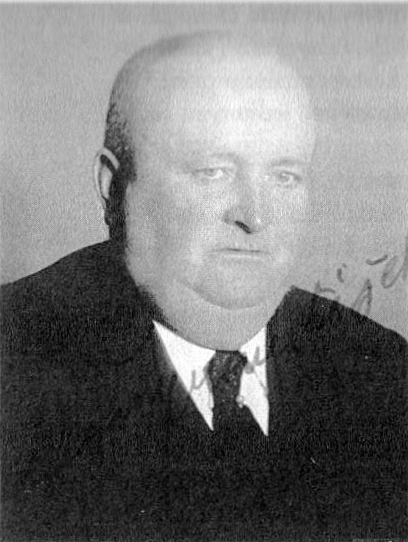
František Černý

Vojtěch Černý (20. dubna 1893 Velké Zboží – 17. dubna 1938 Praha-Královské Vinohrady) byl za první světové války příslušníkem československých legií na Rusi, vojákem z povolání (poddůstojníkem) v prvorepublikové československé armádě a ve 30. letech 20. století pracovníkem hnutí sexuálních menšin v Československu.

## Životopis

### Před 1. sv. válkou
Vojtěch Černý se narodil 20. dubna 1893 v obci Velké Zboží. Ukončil povinnou školní docházku a pracoval jako podkoní u hraběte Kinského v Chlumci nad Cidlinou. Potom se vyučil řezníkem a v letech 1913 až 1914 pracoval ve Vídni.

### 1. sv. válka, čs. legie
Po vypuknutí první světové války narukoval do rakousko–uherské armády. V rakousko-uherské armádě sloužil Vojtěch Černý v hodnosti vojína. Do ruského zajetí na východní frontě padl dne 7. července 1916 v Okonsku,  když sloužil u 10. zemského pěšího pluku. V československých legiích na Rusi měl nejprve hodnost vojína a sloužil u 2. střeleckého pluku. (V československých legiích sloužil ve stejném pluku jako jeho bratr František Černý.) Řady legionářů 2. jízdního pluku opouštěl ale již v hodnosti rotmistra. V bitvě u Zborova byl Vojtěch Černý raněn – utrpěl průstřel obou lýtek a střepina granátu mu poranila nohu.

### V čs. armádě
Do poválečného Československa se Vojtěch Černý vrátil v roce 1920 a v roce 1921 se stal poddůstojníkem z povolání. V hodnosti rotmistra (od roku 1927 v hodnosti štábního rotmistra) působil Vojtěch Černý jako voják z povolání u jezdeckého pluku číslo 2 v Olomouci. (Po většinu svojí vojenské kariéry ostatně sloužil v Olomouci.) V roce 1923 se (na radu svého bratra ) Vojtěch Černý oženil. Novomanželé se ale po 3 měsících rozešli, přestali spolu komunikovat, ale formálně manželství zůstalo dále právně platné. V roce 1925 se Vojtěch Černý vycvičil v obsluze spojovací techniky a byla mu přidělena funkce zástupce velitele spojovací čety v Olomouci.

### Konec kariéry v čs. armádě
Dne 15. dubna 1928 dorazilo na olomoucké divizní velitelství anonymní udání s obviněním Vojtěcha Černého z pohlavních styků s osobou téhož pohlaví.  Následné vyšetřování odhalilo, že jemu podřízené mužstvo již od roku 1926 vědělo o jeho homosexualitě. Jako důkazy byly předloženy dopisy četaře Jaroslava Šípala i svědectví o jeho tajených schůzkách s Vojtěchem Černým.

### Odsouzení, odvolání, věznění, ...
Trestní řízení proti Vojtěchu Černém se konalo před divizním soudem v Olomouci a Vojtěch Černý v něm byl odsouzen k podmíněnému trestu žaláře v době trvání dvou měsíců s dvouletou zkušební lhůtou. Dále byl Vojtěch Černý odsouzen k propuštění z hodnosti štábního rotmistra a ke ztrátě vojenských vyznamenání. Na odvolání vojenského prokurátora nejvyšší vojenský soud v únoru roku 1929 změnil trest odnětí svobody na 6 týdnů nepodmíněně. Černý podal žádost o prominutí trestu a zahlazení odsouzení, získal tak čas a přestěhoval se do Prahy, kde nastoupil na místo v administraci časopisu „Illustrovaný zpravodaj“. V březnu roku 1930 ale jeho žádosti ministerstvo národní obrany nevyhovělo a Černý si nakonec svůj nepodmíněný trest odpykal ve vojenské věznici na Hradčanech. S přeřazením do výslužby byla spojena zároveň i ztráta nároku na vojenskou penzi. Po skončení trestu již nebyl Černý do administrace časopisu „Illustrovaný zpravodaj“ přijat. Při hledání zaměstnání se ale ukázalo, že Vojtěch Černý pozbyl prakticky možnost být zaměstnán i v jiném povolání ve veřejném sektoru. Odsouzením dle paragrafu 129 byl tak Vojtěch Černý přímo existenčně poškozen. Jiné stálé zaměstnání nemohl najít a tak byl existenčně závislý na svém bratru Františku Černém, u kterého též přechodně bydlel. Finanční situace Františka Černého ale nebyla nikterak dobrá. Jako bývalý legionář a prvorepublikový vojenský „vysloužilec“ pobíral František Černý vojenskou penzi 13.750 Kč ročně a z ní živil jak sebe, svoji manželku a také svého bratra Vojtěcha Černého.

### Časopis Hlas sexuální menšiny
Počátkem 30. let 20. století se Vojtěch Černý postavil do čela hnutí, jehož cílem bylo dosáhnout zrušení všeobecné trestnosti homosexuality v Československu. Se svým bratrem Františkem Černým začal v roce 1931 vydávat časopis Hlas sexuální menšiny.  Vydávání časopisu Hlas sexuální menšiny, které zahájili oba bratři Černí v roce 1931 měl být nejspíše podnikatelským počinem směřujícím hlavně k tomu, aby Vojtěch Černý, jenž se v této věci angažoval poněkud více než František Černý, získal (v případě komerčního úspěchu časopisu) stálý zdroj příjmů plynoucí z nezávislé činnosti.
Vydávání časopisu ale již od samého počátku čelilo neustále existenčním (finančním) potížím. Koncem října roku 1931 se František Černý jak z redakce časopisu, tak i z celého „osvobozovacího hnutí menšin“ stáhnul. Od čísla 13, které vyšlo 31. října 1931, pak vystupoval Vojtěch Černý jako majitel a odpovědný redaktor časopisu. Koncem roku 1931 dostala redakce (resp. Vojtěch Černý) půjčku 25 tisíc Kč na podporu vydávání časopisu. Poskytl ji Stanislav Sucharda a podmiňoval ji slibem, že bude v redakci časopisu zaměstnán s měsíčním platem 1.000 Kč. Vojtěch Černý ale po dvou měsících Stanislava Suchardu z redakce propustil a půjčku mu nevrátil. (Stanislav Sucharda tuto skutečnost nahlásil na policii až v roce 1933.) Finance pro vydávání časopisu byly získávány na různých schůzích a shromážděních, sbírkami na mikulášských zábavách a na základě pochybných půjček. Vojtěchu Černému se ale podnikatelský záměr nezdařil a v dubnu 1932 se z redakce časopisu stáhl. V sedmém čísle časopisu (sedm čísel časopisu vydaných v roce 1932 bylo realizováno pod pozměněným názvem: „Hlas. List sexuální menšiny“), které vyšlo 7. dubna 1932, ohlásila redakce konec jeho vydávání.
První číslo „navazujícího“ časopisu „Nový hlas“ vyšlo 1. května 1932. Redakce Nového hlasu odkoupila od Vojtěcha Černého inventář jeho zkrachovalé redakce a registr čtenářů. Nová redakce se zavázala převzít i práva předplatitelů (abonentů) na časopis až do konce roku 1932, a to i navzdory tomu, že Vojtěch Černý neseriózně odmítl nové redakci přenechat i proporční část z již vybraného předplatného na rok 1932.

### Dluhy a podvody
Konec vydávání časopisu znamenal pro Vojtěcha Černého osobní úpadek. Od různých soukromých osob a institucí si Vojtěch Černý půjčoval různé předměty a peníze, zápůjčky ani dluhy však nevracel. Věřitelé se při jejich vymáhání obraceli na policii, jež ale měla situaci ztíženu tím, že Vojtěch Černý často měnil své pražské podnájmy a nebylo snadné jej dohledat. (V roce 1934 například objížděl podnikatele v některých posádkových městech, představoval jim svoji připravovanou knihu „Naše město a naše posádka“ a vybíral od nich peníze na inzerci, která se měla údajně v této publikaci objevit.)

### T. G. Masaryk
Dne 3. března 1935 adresoval Vojtěch Černý prezidentu T.G.Masarykovi dopis s žádostí, aby byl jeho případ (po rozsudcích z let 1928, 1929) začleněn do amnestie, která byla očekávána s prezidentovými 85. narozeninami. Černého žádost byla postoupena k vyřešení ministerstvu národní obrany, které se rozhodlo zahladit jeho odsouzení výmazem záznamu v rejstříku trestů. (Tím by se Vojtěchu Černému otevřela cesta pro hledání zaměstnání.) Další Černého postihy (ztráta vojenské hodnosti, vyznamenání a vojenské penze) ale byly ponechány v platnosti.

### Další žádosti o penzi
V následující žádostech podaných po 3. březnu 1935 usiloval Vojtěch Černý především o navrácení vojenské penze. Jejich vyřizování probíhalo během let 1936 a 1937 se zamítavým výsledkem. Vojtěch Černý byl v roce 1932 ještě odsouzen v jiné trestní věci krajským soudem v Kutné Hoře a posudky na jeho osobu vyhotovené pražským policejním ředitelstvím v roce 1937 o Vojtěchu Černém hovořily jako o osobě, která „nemůže být doporučena k prominutí trestu, poněvadž uvedený trestný čin opakuje“. Kladného vyřízení žádosti o milost a vrácení vojenské penze se Vojtěch Černý nedočkal ani na jaře roku 1938.

### Československá liga pro sexuální reformu
Vojtěch Černý se zasazoval o úřední povolení Československé ligy pro sexuální reformu a podílel se také na vzniku tohoto hnutí. (Československá liga pro sexuální reformu se ustavila v roce 1936.) Do roku 1938 se ale tomuto hnutí nepodařilo dosáhnout zrušení paragrafu (resp. jeho vypuštění z trestního zákoníku) umožňujícího trestní stíhání homosexuality v Československu.  Hnutí samo ale sehrálo důležitou roli především tím, že na jeho základě došlo k rozvinutí neformální podpůrné a poradenské sítě, která pokrývala celé území Československa.

### Zatčení na jaře 1938
Dne 16. dubna 1938 byl Vojtěch Černý opět zatčen a obviněn dle paragrafu 129 pro homosexuální styk. V separaci policejního komisařství na Královských Vinohradech pak na Velikonoce dne 17. dubna 1938 využil situace, kdy se dozorce na chvíli vzdálil, a ukončil svoji životní pouť tím, že se oběsil na provaze, který si zhotovil z košile. Dne 18. dubna 1938 se na policejní stanici dostavil jeho bratr František Černý s manželkou, kteří konstatovali, že jeho sebevraždu očekávali (pokusil se údajně již jednou o stejný čin), že znali jeho homosexuální orientaci, že se kvůli němu zadlužili a že s koncem jeho života končí také ostudné jednání, kterého se Vojtěch Černý dopouštěl.

### Závěr
Pohřeb Vojtěch Černého proběhl na čestném vojenském pohřebišti na Olšanských hřbitovech. Konal se s vojenskými poctami za účasti jeho četných přátel a bratří legionářů. I přes nesporně pozitivní aktivity, které Vojtěch Černý vyvíjel, byl mezi homosexuály přijímán do jisté míry kontroverzně. Existovala sice řada lidí, kteří vůči němu pociťovali vděk, ale bylo i nemálo těch, kteří Vojtěcha Černého kritizovali.